# Easy Come, Easy Go (singel)
Easy Come, Easy Go – utwór muzyczny polskiego zespołu 2 plus 1 z 1979 roku.

## Informacje ogólne
Piosenkę napisali niemieccy autorzy Wolff-Ekkehardt Stein i Wolfgang Jass. Za aranżację odpowiedzialny był Charly Ricanek, a za produkcję – Michael Holm i Rainer Pietsch. Utwór utrzymany został w stylu dyskotekowym i był odejściem od brzmienia popowo-folkowego, z jakiego zespół słynął w latach 70. Piosenka została nagrana latem 1979 roku. Na stronie B zamieszczono nagranie „Calico Girl”.
Był to piąty singel zespołu na rynku międzynarodowym, lecz dopiero pierwszy, który przyniósł grupie międzynarodową popularność. Piosenka „Easy Come, Easy Go” spotkała się ze sporym sukcesem komercyjnym, wchodząc na niemiecką listę sprzedaży, gdzie dotarła do top 40 w grudniu 1979. Była promowana w niemieckich programach telewizyjnych, m.in. w bardzo popularnym wówczas Musikladen. Jest to obecnie najsłynniejszy, razem z „Singapore”, zagraniczny przebój 2 plus 1.
Niemieckojęzyczny cover ukazał się w 1980 roku pod tytułem „Nimm es so wie es kommt”, śpiewany przez Lenę Valaitis.

## Lista ścieżek
- Singel 7"[2][3]

A. „Easy Come, Easy Go” – 3:18
B. „Calico Girl” – 3:24

## Pozycje na listach
| Notowanie (1979)              | Pozycja |
| ----------------------------- | ------- |
| Niemcy (Media Control Charts) | 40      |